# Sunny Leone
Sunny Leone (Sarnia, 13. svibnja 1981.), kanadska je pornografska glumica, redateljica i producentica pornografskih filmova, model i poslovna žena indijskog podrijetla. Posjeduje dvojno državljanstvo, kanadsko i američko.
Osvojila je nagrade AVN, FAME, XBIZ i mnoge druge prestižne nagrade na polju pornografije. Bila je nominirana više od 35 puta u raznim kategorijama za nagrade AVN, FAME, XBIZ, XRCO, CAVR i druge. Godine 2003. Sunny je osvojila naslov Penthouse Pet godine (ljubimica godine) od strane američkog magazina Penthouse. Također časopis Maxim ju je rangirao 2010. godine među Top 12 ženskih porno zvijezda.
Sudjelovala je u igranim filmovima, televizijskim reklamama i emisijama, reality emisijama i glazbenim spotovima. Nakon glavne uloge u indijskom igranom filmu Blood of The Pirate mediji su ju prozvali "Indijska Marilyn Monroe".
Godine 2011. je sudjelovala kao specijalni gost u indijskoj inačici reality showa Big Brother - Big Boss Sezona 5.
Fotografirana je na naslovnicama jednih od najpopularnijih magazina na svijetu - FHM, Front, Jane, Hustler, Club International, Cheri, Penthouse i Maxim.
Sunny je član i aktivista udruženja "ASACP", čija je djelatnost usmjerena protiv dječje pornografije i pristupu djece pornografskim stranicama. Također je članica organizacije za zaštitu životinja "PETA", sudjeluje u brojnim njihovim društvima i dobrotvornim organizacijama. Do sada je snimila 44 pornografska filma kao glumica i 48 kao režiserka.

## Životopis
Rođena je u Sarniji u kanadskoj pokrajini Ontario, u obitelji doseljenika iz Indije. Njen otac je rođen na Tibetu, a odrastao u New Delhiju, majka joj je umrla 2008. godine.
Njeno pravo ime je Karenjit Kaur Vohra.
U početku, Sunny Leone je pohađala kanadsku katoličku školu. Godine 1996., roditelji joj dobivaju zelenu kartu za SAD i odlučuju se tamo preseliti. Zatim s 15 godina i s obitelji seli se u SAD, prvo u Michigan, u grad Fort Gratiot, a godinu dana kasnije u Lake Forest u Kaliforniji. Konačno se nastanjuje u Orange County.
Godine 1999. završila je srednju školu i upisala koledž za medicinsku sestru u Orange County, gdje je studirala dvije godine, ali nije uspjela završiti i potom počinje raditi kao erotski model.
Godine 2003. kad je započela karijeru u pornografskoj industriji i snimanje porno filmova, preselila se u Seattle, a kasnije odlazi u Sacramento. U početku obitelj nije znala što ona radi i čime se bavi, ali kad je postala ljubimica godine magazina Penthouse (Pet of the Year), govori im da namjerava sudjelovati u porno filmovima. Reakcija njene obitelji nije bila blagonaklona i po riječima Sunny Leone bili su šokirani, ali su vremenom prihvatili njenu odluku. U svibnju 2006. godine uzima i američko državljanstvo.
Zabavljala se s Mattom Eriksonom, koji je tada bio potpredsjednik marketinga u tvrtci "Playboy entarpraysis", snimio je nekoliko pornografskih filmova s njom, ali raskidaju vezu po različitim izvorima krajem 2007. godine ili početkom 2008. godine Nekoliko medijskih izvještaja navodilo je da je u vezi s glazbenikom Daveom Navarrom, ali ova informacija ostaje nepotvrđena. 2008. Leone je imala spolni odnos s kolegom porno glumcem Arielom Kingom, s kojim je bila za vrijeme njegovog sudioništva u indijskoj inačici reality showa Big Brother - Big Boss Sezona 5. Sunny je potom izjavila za medije da je u braku s Danielom Weberom koji je istodobno i njen poslovni partner.
Sunny Leone ima jednog brata. U svojim intervjuima tvrdi da je iznimno posvećena svojoj karijeri, a u slobodno vrijeme voli čitati knjige, gledati filmove, crtati, pratiti nogomet i jahanje. Igrala je u jednom ženskom nogometnom timu iz Kalifornije.

## Pornografska karijera
Karijeru u industriji za odrasle Sunny Leone je počela 2001. godine, s 20 godina. Prvo radi kao erotski model, a tijekom studija radila je kao plesačica u noćnom klubu, gdje je upoznala agenta Johna Stevensa, koji ju je upoznao s Jayom Allenom, fotografom magazina Penthouse. Njene fotografije su objavljene 2001. godine u ožujačkom izdanju ovog časopisa. Tada je počela rabiti umjetničko ime Sunny (engleski: sunčano vrijeme), prema njenim rečima, uvijek su ju tako zvali, a Leone je predložio osnivač i bivši šef Penthousea Bob Guccione. Odmah poslije toga slikala se za časopis Hustler, i časopise Cheri, Mystique magazin i niz drugih publikacija i online izdanja, uključujući i zajedničke foto sesije sa zvijezdama pornografske industrije Adrianom Sage, Jennom Jameson, Jelenom Jensen, Ariom Giovanni i drugima.
Uglavnom je snimala scene s kolegicama i lezbijski grupni seks. Od 2007. godine Leone počinje glumiti s muškarcima, uključujući vaginalni i oralni seks. Na kraju 2011. godine snima svoje prve scene analnog seksa u filmu "Boginja" (Goddess), partner joj je bio Ariel King.
Godine 2001. pojavila se u Penthouse magazinu, a 2003. izabrana je za djevojku (ljubimicu) godine Penthousea. Iste godine, Leone je potpisala ugovor s Vivid Entertainmentom, kompanijom koja se bavi snimanjem porno filmova.
Snimala je filmove u Brazilu kao i film „Sunčev eksperiment“ s Breom Lynn. Ovi filmovi su premijerno prikazani u listopadu i prosincu 2007. godine. Također 2005. godine je produžila ugovor s „Vivid Entertainmentom“. Tijekom 2010. godine časopis Maxim ju je uvrstio među top 12 najboljih ženskih porno zvijezda.
Sunny je najpopularnija pornografska glumica na azijskom kontinentu, a glavni čimbenik je vjerojatno njeno podrijetlo. Više od 60% njenih obožavatelja su iz Južne Azije Značajno tome doprinosi i sudioništvo u indijskoj inačici reality showa Big Brother - Bigg Boss Sezona 5 koja je trajala od studenog 2011. do početka siječnja 2012. godine. U to vrijeme bila je jedna od najtraženijih pornografskih glumica na Google pretraživaču u Indiji. Snimila je ukupno 44 pornografska filma kao glumica i 48 kao režiserka. Osvojila je više nagrada koje se dodjeljuju u oblasti pornografske industrije i imala preko 30 nominacija.

### Lezbijske scene
Godine 2005. Sunny Leone navodi svoju želju fotografirati se i sudjelovati samo u lezbijskim scenama. Idućeg dana ju kontaktira Steven Hirsch, vlasnik kompanije Vivid Entertainment, i nudi joj razgovar o pojedinostima i promjeni ugovora. Dakle, u 2005. godini Sunny Leone potpisala je trogodišnji ugovor s produkcijskom kućom Vivid Entertainment, koje uključuje snimanje hard-cor scena, masturbacije, ali i scena lezbijskog seksa.
U idućih nekoliko godina snimila je veliki broj lezbijskih scena s drugim popularnim pornografskim glumicama poput Tere Patrick, Lacy Hart, Daisy Marie, Celeste Star, Monique Alexander, Eva Angelina, Tiygan Presley, Jenna Haze, Carly Montana, Lanny Barbie, Bria Lynn, Kayden Kross i mnoge druge.
Godine 2006. Sunny postaje prva djevojka kompanije Vivid, koja je uradila interaktivni video - "Virtual Vivid Girl: Sunny Leone".
Iduće godine ova pornografska glumica indijskog podrijetla prvi put radi izvan SAD. U Brazilu je radila filmove s brazilskim partnericama - jedan od njih je Sunčev eksperiment.

### Promjene od 2007. godine, režiserka i producent
Godine 2007. Sunny Leone potpisuje novi ugovor s Vivid Entertainmentom u kojem se uključuju i scene s muškarcima. Međutim, Sunny pristaje snimati samo one scene sa svojim prijateljem i tada zaručnikom Mattom Ericksonom. Prvi film na kojem su radili zajedno je "Sunny loves Matt", a posljednji je "The Other Side of Sunny". Nakon toga su se rastali, a ona je počela snimati s raznim partnerima, uključujući i Tommyja Guna, Voodoo, Jamesa Deana, Marcusa Londona, Johna Westa i mnoge druge. U scenama s muškarcima je imala oralni i vaginalni seks.
Nakon promjene u pornografskom žanru, Sunny je 2007. povećala grudi ugradnjom silikonskih implantata.
Njena prisutnost i popularnost na internetu je bila prilično velika. Tome doprinosi i njena službena stranica, koja ima veliki izbor slika i videozapisa.
Godine 2010. osvojila je drugu nagradu AVN - nagradu za najbolju seks scenu s curama, zajedno s Evom Angelinom, Tiygan Presley i Alexis Texas u filmu "Perverzije 1" (Deviance 1). Iste godine, Leone je osvojila FAME nagradu u kategoriji najljepše ili omiljene grudi.
U lipnju 2010. godine britanski magazin za muškarce "Maxim" je rangira među "Top 12 porno zvijezda", poznato i pod imenom "Dirty Dozen" i zauzima četvrto mjesto. To glasovanje je uređeno od strane urednika i čitatelja časopisa i uključuje neke od najpoznatijih svjetskih pornografskih glumica s najviše osvojenih nagrada, najvećom zaradom i prodajom filmova.
Iste godine Sunny Leone igra glavnu ulogu u filmu "Gia: Portret porno zvezde", u režiji Spencera Benedikta, ona je također producirala film svoje kompanije SunLust Pictures. Ovaj film ima pet nominacija i njena producentska kuća je dobila AVN nagrade za 2011. godine. Sam film je nominiran u kategorijama za najbolji scenarij, najbolju originalnu pjesmu za soundtrack. Za svoj nastup u ovom filmu Leone je nominirana za nagrade u kategorijama najbolje lezbijske scene s dvije djevojke, s Tori Black i za najbolju glumicu godine i ukupni nastup u filmu.
Od AVN nagrada za 2012. godine Sunny Leone nije uspjela osvojiti nijednu nagradu, ali je imala četiri nominacije u kategorijama za najbolju scenu seksa s dvije djevojke - scena u filmu "Role Play" s Daisy Marie; najbolja "solo" scena seksa - u filmu "Lies: Diary Of An Escort" za Crossover star of the Year, porno zvijezda s najboljom web stranicom - službena web stranica - SunnyLeone.com.
Sunny Leone je u karijeri kao pornografska glumica i erotski model, sudjelovala u raznim događajima,primjerice na sajmovima erotike, izložbama i programima u organizaciji producentske kuće koju zastupa.
Sudjeluje na mnogim sajmovima pornografske industrije, neki od njih su: "AVN Adult Entertainment Expo" u Las Vegasu, "Exotica Expo LA" u Los Angelesu, "Exotica" New Jersey, "Internekst Expo" u Hollywoodu i drugi. Sunny je jedno od glavnih lica tzv. "Comedy Tour" ili "Komedija turneje"  porno zvijezda kompanije Vivid (engleski: Vivid Comedy Tour). Ona ujedno reklamira kolekciju cipela Vivid (engleski: Vivid Footwear collection), i votke "Vivid" (engleski: Vivid Vodka).
Od 2008. godine počela je postupno implementirati svoj plan smanjiti snimanje porno filmova kao glumica, ali i dalje raditi u industriji za odrasle kao redatelj, scenarist i producent. Godine 2008. ona je osnovala zajedno s Danielom Webberom kompaniju za proizvodnju pornografskih filmova pod nazivom "SanLast Pictures". Oni su ravnopravni partneri, a nova kompanija ima bliske veze s Vivid Entertainmentom, čija je i dalje članica Leone. Prvi film u produkciji "SanLast Pictures" je "The Dark Side of Sunny", koji se prikazuje po prvi put u "Erotic Heritage Museum" u Las Vegasu 2009. godine Webber je u jednom intervjuu naveo da kompanija ima godišnji prihod od 1.000.000$. Od kraja 2009. osim što se pojavljuje u pornografskim produkcijama Leone je počela raditi i "iza kamere", kao ravnatelj. Od sredine 2012. godine režirala je oko 40 pornografskih filmova.
Jedan od glavnih prioriteta Sunny Leone kao režiserke i producentice u pornografskoj industriji je boriti se protiv internetske piraterije u pornografiji. U intervjuu za magazin "Daily Loaf" ona tvrdi da je šokirana tzv. "Tube" pretraživačima (pretraživači za djeljenje porno filmova i video snimki) koji nelegalno imaju golem prihod u pornografskoj industriji.

## Karijera i život izvan pornografske industrije
Leone sudjeluje u udrugi za borbu protiv dječje pornografije, pod nazivom "Association of Sites Advocating Child Protection", skraćeno ASACP. Ciljevi ove udruge su borba protiv svakog oblika dječje pornografije, a razvija mjere za sprječavanje posjeta djece pornografskim internetskim stranicama. Leone je snimila i posebnu video poruku koja promiče borbu protiv dječje pornografije i podsjeća sve roditelje zaštititi svoju djecu od pornografskih web stranica.
Također je član Američke udruge za borbu protiv raka "DetermiNation", na svojoj web stranici Leone ima reklamu s kratkim apelom za prikupljanje sredstava za liječenje i podršku pacijentima oboljelim od raka. Dana 24. listopada 2011. godine sudionica je maratona u Los Angelesu za prikupljanje sredstava u dobrotvorne svrhe za organizaciju "American Cancer Society". Ona kaže da je inspirirana za sudioništvo u kampanji za pomoć pacijentima raka nakon što joj je otac umro od rečene bolesti 26. srpnja 2010.
Godine 2012. sudjeluje u organizaciji za zaštitu životinja PETA u Indiji.
Godine 2004. Sunny zajedno s nekoliko pornografskih glumica - Angel Cassidy, Tera Patrick, Felicia Teng, Sandy Westgate i Nikki Nova i modelima Lisa Boyle i Angela Taylor, organizira kampanju protiv američkog predsjednika Georgea W. Busha snimajući video pod nazivom "No More Bush".
U svibnju 2008. godine Leone glumi u kampanji "Declare Yourself", koji poziva mlade ljude u SAD-u glasovati na predstojećim predsjedničkim izborima. Kasnije najavljuje podršku za Baracka Obamu na američkim predsjedničkim izborima 2008. godine, tvrdeći da je on prijateljski nastrojen prema pornografskoj industriji i da je bolji izbor od Johna McCaina, u smislu razvoja i budućnosti pornografije u Sjedinjenim Američkim Državama.
U studenom 2011. godine Sunny odlazi u Mumbai, Indija, kako bi bila specijalni gost u indijskoj inačici reality showa Big Brother - Bigg Boss Sezona 5. U Indiji daje brojne intervjue mjesnim medijima i tvrdi da je sudioništvo u Bigg Boss serijalu njen način probiti se u indijska kina i Bollywood (indijski ekvivalent za Hollywood), ali dodaje da nema konkretne planove već se samo želi zabaviti.
Na početku svoje karijere Sunny je više puta odbila sudjelovati kao glumica u filmovima produkcijske indijske filmske industrije Bollywood.
Producent i redatelj Mahesh Bhatt ulazi nekoliko sati u Big Boss reality i nudi Sunny igrati glavnu ulogu u filmu s tematikom erotskog trilera "Jism 2". Leone je pristala i taj film je bio njen debi u Bollywoodu. Snimljen je u proljeće 2012. godine, na različitim lokacijama - u gradu Jaipur, na zapadnoj obali Indije u Goa, i u Šri Lanki.
Pojavila se u nekoliko glazbenih spotova, i to za pjesmu "Livin' It Up", američkog repera Ja Rule. Američki časopis Askmen je uvrstio na popis najpoželjnijih žena u 2012. godini (Top 99 najpoželjnijih žena u 2012). Bila je jedina pornografska glumica koja se našla na popisu i zauzela je 82. mjesto. Pored nje na popisu su bile poznate glumice kao što su Tina Fey i Megan Fox i pjevačica Jennifer Lopez, Adele i manekenka Alessandra Ambrosio.

## Nagrade i nominacije

### Osvojene nagrade
AVN Nagrada
- 2010.: AVN Nagrada – Best All-Girl Group Sex Scene[64]
- 2010.: AVN Nagrada – Web Starlet of the Year
- 2013.: AVN Nagrada – Crossover star of year[65]

F.A.M.E. nagrada
- 2010.: F.A.M.E. nagrada za najljepše grudi[66]

XBIZ nagrada
- 2009.: XBIZ nagrada za web ženu godine[67]

AEBN VOD nagrada
- 2013.: AEBN VOD nagrada za izvođača godine[68]

### Nominacije
AVN Nagrada
- 2007.: Nominacija za AVN nagradu - najbolja scena seksa samo sa ženama[69]
- 2009.: Nominacija za AVN nagradu - najbolja scena seksa s nekoliko djevojaka[70]
- 2009.: Nominacija za AVN nagradu - najbolja scena seksa[70]
- 2009.: Nominacija za AVN nagradu - najbolja scena seksa solo[70]
- 2009.: Nominacija za AVN nagradu - best flirty performance[70]
- 2009.: Nominacija za AVN nagradu - ženski izvođač godine[70]
- 2009.: Nominacija za AVN nagradu - crossover star of year[70]
- 2010.: Nominacija za AVN nagradu - najbolja scena seksa s nekoliko djevojaka
- 2010.: Nominacija za AVN nagradu - najbolja scena seksa s djevojkom
- 2011.: Nominacija za AVN nagradu - crossover star of year[71]
- 2011.: Nominacija za AVN nagradu - najbolja glumica[71]
- 2011.: Nominacija za AVN nagradu - najbolja scena seksa s nekoliko djevojaka[71]
- 2011.: Nominacija za AVN nagradu - najbolja grupna scena seksa s nekoliko djevojaka[71]
- 2011.: Nominacija za AVN nagradu - najbolja grupna scena seksa s djevokom[71]
- 2011.: Nominacija za AVN nagradu - najbolja scena seksa u troje - samo djevojke[71]
- 2011.: Nominacija za AVN nagradu - najbolja scena seksa u troje[71]
- 2011.: Nominacija za AVN nagradu - porno zvijezda s najboljom web stranicom[71]
- 2012.: Nominacija za AVN nagradu - najbolja scena seksa - djevojka/djevojka[72]
- 2012.: Nominacija za AVN nagradu - najbolja scena seksa - solo
- 2012.: Nominacija za AVN nagradu - crossover star of year
- 2012.: Nominacija za AVN nagradu - porno zvijezda s najboljom web stranicom

F.A.M.E. nagrada
- 2006.: Nominacija za F.A.M.E. nagradu vruće tijelo[73]
- 2006.: Nominacija za F.A.M.E. nagradu omiljena guza[73]
- 2007.: Nominacija za F.A.M.E. nagradu vruće tijelo[74]
- 2008.: Nominacija za F.A.M.E. nagradu omiljena pornografska zvijezda[75]
- 2009.: Nominacija za F.A.M.E. nagradu omiljena pornografska zvijezda[76]
- 2009.: Nominacija za F.A.M.E. nagradu najljepše grudi[76]
- 2009.: Nominacija za F.A.M.E. nagradu omiljena pornografska zvijezda[76]
- 2010.: Nominacija za F.A.M.E. nagradu najljepše grudi[66]
- 2010.: Nominacija za F.A.M.E. nagradu omiljena pornografska zvijezda[66]

XRCO nagrada
- 2011.: Nominacija za XRCO nagradu mainstream - omiljena medijima[77]

XBIZ nagrada
- 2008.: Nominacija za XBIZ nagradu web djevojka godine[78]
- 2009.: Nominacija za XBIZ nagradu Crossover star of year[79]
- 2011.: Nominacija za XBIZ nagradu Crossover star of year[80]

CAVR nagrada
- 2008.: Nominacija za CAVR nagradu MVP godine[81]

XFANZ nagrada
- 2010.: Nominacija za XFANZ nagradu ženska zvijezda godine[82]

NightMoves nagrada
- 2012.: Nominacija za NightMoves nagradu za najlepše grudi[83]

### „Penthouse“ priznanja
- 2001.: Penthouse ljubimica za mjesec ožujak[84]
- 2003.: Penthouse ljubimica godine

Penthouse ljubimica dana
- Penthouse ljubimica - 3. rujna 2009.[85]
- Penthouse ljubimica - 9. kolovoza 2010.[86]
- Penthouse ljubimica - 13. lipnja 2011.[87]
- Penthouse ljubimica - 31. ožujka 2011.[88]

### Ostale nagrade i priznanja
- GENESIS Magazine - Porn’s Hot 100 - 13. mjesto za 2009.[89]
- „Top 12 porno zvijezda“ (Maxim magazine - “Top 12 Porn Stars”) - 4. mjesto.[90]
- WrestlingINC.com djevojka mjeseca - ožujak 2010.[91]
- PornstarGlobal nagrada[92]

## Filmografija
Porno filmovi
- Penthouse: Pets in Paradise, 2001.
- Penthouse Video: Virtual Harem, 2002.
- Deadly Stingers, 2003.
- Busty Cops, 2004.
- Mystique Presents H2Ohh, 2004.
- Alabama Jones and the Busty Crusade, 2005.
- Centerfold Fetish, 2005.
- Sunny, 2005.
- Busty Cops 2, 2006.
- The Female Gardener, 2006.
- Sunny & Cher, 2006.
- Virtual Vivid Girl Sunny Leone, 2006.
- The Sunny Experiment, 2007.
- It's Sunny in Brazil, 2007.
- Sunny loves Matt, 2007.
- Debbie Does Dallas... Again, 2007.
- Costumed Damsels in Distress, 2008.
- Descent Into Bondage, 2008.
- The Other Side of Sunny, 2008.
- Dark Side of Sunny, 2008.
- The House of Naked Captives, 2008.
- Sunny's Big Adventure, 2009.
- Deviance, 2009.
- Naughty America 4, 2009.
- Undress Me, 2009.
- Nikki Benz Superstar, 2010.
- Shut Up and F. Me, 2010.
- Not Charlie's Angels XXX, 2010.
- Hocus Pocus XXX 2010.
- Gia: Portrait of a Pornstar, 2010.
- All Sunny All the Time, 2010.
- Girlfriends 2, 2010.
- Sunny Leone Loves HD Porn, 2010.
- Sunny Leone Loves HD Porn 2, 2010.
- Live Gonzo, 2010.
- Goddess, 2011.
- Sunny's All Stars, 2011.
- Super Model Solos 1, 2011.
- Roleplay, 2011.
- Lesbian Workout, 2012.
- My First Lesbian Experience 1, 2012.
- Sunny Leone's Lezzie Lips, 2012.
- Sunny Leone: Erotica, 2012.
- Georgia Jones: Charlie's Girl, 2013.
- izvor

Igrani filmovi
- The Girl Next Door (2004.)
- Pirate's Blood, 2008.
- The Virginity Hit, 2010.
- Middle Men, 2010.
- Bang Van Blowout with Nick Swardson, 2011.
- The Black Shama, 2011.
- Jism 2, 2012.
- Ragini MMS, 2012.
- Shootout at Wadala, 2013.
- Singh Saab, 2013.

Televizija
- Co-Ed Confidential (2008.)
- The Bachelor Party (2008.)
- Splitsville (2008.)
- The Truth Will Out (2008.)

Glazbeni spotovi
- Livin It Up, Ja Rule

Reality show
- My Bare Lady (2006.) - Fox Reality Channel
- Big Bos, India (2011.)

## Vanjske poveznice
- Sunny Leone u internetskoj bazi filmova IMDb-a
- Službena stranica
- Filmografija
- Kanal na Youtube
- Sunnysroadtrip  Arhivirana inačica izvorne stranice od 25. lipnja 2013. (Wayback Machine)
- Stranica producentske kompanije Sunny Leone - „SunLust Pictures“
- Pornodarstellerin Sunny Leone - Bollywood